# Erland von Hofsten (1870–1956)
Carl Adolf Erland von Hofsten, född 2 maj 1870 i Mariestad, Skaraborgs län, död 1 augusti 1956 i Töreboda, var en svensk borgmästare och politiker.
von Hofsten blev 1889 student vid Uppsala universitet, avlade hovrättsexamen 1894 och var 1895–1915 auditör vid Livregementets husarer. Han var sekreterare och kamrerare vid Skaraborgs läns landsting från 1904. Han utnämndes 1907 till borgmästare i Lidköping, en post han behöll till 1918 varefter han blev kammarherre.
von Hofsten var ledamot av andra kammaren från 1912–1917 invald av Skaraborgs läns norra valkrets. Han valdes därefter av Skaraborgs läns valkrets till första kammaren från urtima riksdagen 1919 till 1921. Han anslöt sig i riksdagen till respektive kammares högerpartier. Erland von Hofsten är begravd på Bäcks kyrkogård.